# ري فورتاليزا
ري فورتاليزا (مواليد 26 ديسمبر 1957) هو ملاكم فلبيني، مثّل بلاده في الألعاب الأولمبية الصيفية 1976.

## روابط خارجية
ري فورتاليزا على موقع أوليمبيديا (الإنجليزية)